# 大卫·柯鲁克
大卫·柯鲁克（英語：David Crook；1910年8月14日—2000年11月1日）是共产主义者、作家，出生于英国，长期定居中国。最早于1931年便信仰马克思主义，在西班牙内战期间加入国际纵队，然后被苏联内务人民委员部招募，并在中国抗日战争期间被派往中国。在中国，遇到了当时身为教师和社会活动家的伊莎白·布朗，后来两人结为夫妻。第二次世界大战和国共内战后，这对夫妻在中国定居并教授英语。柯鲁克在中国生活了五十年直至去世，在文革期间曾被监禁五年，但其政治信仰基本没有动摇。

## 生平

### 青年和教育
柯鲁克于1910年出生于伦敦，祖辈原是波兰犹太人，为逃避俄罗斯帝国沙皇当局的宗教迫害，移居英国。柯鲁克在自传中曾写道：“我的父亲是一位犹太伦敦保皇党人，在伦敦东区长大；我的祖父母为避免反犹主义和征兵入伍而逃离了沙皇俄国”。18岁时他赴美国，就读于哥伦比亚大学，是学校里学生运动的积极分子，1934年毕业。

### 国际共产主义者
从哥伦比亚大学毕业后，1935年回到了英国，加入了大不列颠共产党（通常称“英国共产党”），1936年赴西班牙加入国际纵队。他在西班牙前线参加战斗的第一天就中弹受伤，被送回马德里的一家医院治疗；在那里，被苏联内务人民委员部招募参加工作，包括负责监视那些斯大林主义者称为托洛茨基分子的人，其中包括乔治·奥威尔（柯鲁克后来就自己的那份责任对马克思主义统一工人党的无辜死者表示抱歉），期间认识了许多西方记者，包括美国作家海明威。伤愈后他又重返前线。
在马德里疗伤期间，柯鲁克从白求恩那里借阅了埃德加·斯诺的《红星照耀中国》，对中国革命产生了兴趣。1938年柯鲁克被共产国际派往中国，在上海圣约翰大学教英语，并从事监督托派的工作，不久苏联情报机关解除了他的工作。1940年他前往四川成都，在华西大学任教，曾遭遇到日本人的轰炸，但结识了加拿大传教士的女儿伊莎白·布朗。1941年柯鲁克邀约伊莎白一起到中国红军长征时战斗过的大渡河，在泸定桥头，他向伊莎白求婚，两人订婚。
1941年6月，希特勒入侵苏联，柯鲁克回到英国，重新加入大不列颠共产党，并加入英国皇家空军，为英国情报部门工作，搜集日本方面的军事情报，并联系当地的共产主义运动。在此期间与伊莎白在伦敦结婚。他在英国服役至1945年第二次世界大战结束。之后他曾在美国纽约短暂停留，与埃德加·斯诺一起支持中国的工业合作社运动，而后返回英国，在伦敦大学的东方及非洲研究学院（SOAS, University of London）学习。

### 定居中国
1947年柯鲁克结束伦敦大学的学习，携妻子伊莎白回到中国，在农村学校教英语，为未来政府的外交工作培训人员。他们观察并参加了中国共产党在华北村庄进行的土地改革运动，夫妇据此写出《十里店：中国一个村庄的革命》（Revolution in a Chinese Village, Ten Mile Inn，1959年出版），该书被广泛引用，大不列颠共产党（马列）认为该书是“开创性的作品，自1959年以来，就将中国土地革命的成就和挑战带入英语读者的生活”。他们还共同执笔了《十里店：中国一个村庄的群众运动》。1949年，他们与在国共内战中获得胜利的中国共产党人一同进入北京，之后四十年，柯鲁克夫妇任教于北京第一外国语学院（现北京外国语大学）。
文革期间的1967年，被红卫兵造反派指控是“外国特务”而遭囚禁，直到1973年，在时任总理周恩来干预下被释放出狱。之后周恩来在人民大会堂宴请了他及其他曾被错误关押的外国专家们，代表中共中央和国务院向他们公开道歉。他去世后，他的妻子告诉《中国日报》说：“他很清楚‘革命不是请客吃饭’，所以他从不因在秦城监狱关了很长时间而责怪中国。”
柯鲁克在他的自传中曾批评1989年中国政府对天安门广场抗议活动的处理方式，但他写道，他仍然坚信他75岁生日时（1985年）所写的话：“我有信心，到本世纪末——运气好的话，我可能会看到……这个我和伊莎白深爱的、已经成为我们第二故乡的中国，将建设为一个强大的社会主义社会，并在其实现现代化进程中会努力奋斗避免那些困扰这个进程的邪恶、苦难、丑陋和不公正。”

#### 去世
2000年11月1日，大卫·柯鲁克在北京去世，享年90岁。他曾任教的北京外国语大学为纪念他，在校园内特为他立了半身铜像，铜像石座正面按其生前有关墓志铭的遗嘱刻有以下文字

大卫·柯鲁克（1910—2000）
英国人 犹太人 共产党人 
中国人民的朋友

## 著作
- Isabel Crook and David Crook. Revolution in a Chinese Village, Ten Mile Inn.(London,: Routledge and Paul, International Library of Sociology and Social Reconstruction, 1959. ISBN 0710033931.（《十里店：中国一个村庄的革命》）
- Isabel Crook and David Crook. The First Years of Yangyi Commune. (London,: Routledge & K. Paul, International Library of Sociology and Social Reconstruction, 1966.）（《阳邑公社的头几年》）英国汉学家德莉·娅达文（Delia Davin）评述：通过这个“经典研究”和其他著作和谈话，柯鲁克夫妇“在冷战简化成为常态的时代，为外部世界提供了中国的积极图景。”[14]
- Isabel Crook and David Crook. Ten Mile Inn : Mass Movement in a Chinese Village. (New York: Pantheon Books, The Pantheon Asia Library  1st, 1979. ISBN 0394411781（《十里店：中国一个村庄的群众运动》）
- 北京外国语大学英语系词典组. Chinese-English Dictionary. 外语教学与研究出版社, 1994. ISBN 7560007392.

## 个人生活
妻：伊莎白·柯鲁克，人类学家、教育家，2019年中华人民共和国友谊勋章获得者。
夫妇育有三子：长子柯鲁（Carl Crook, 1949-）、次子柯馬凱（Michael Crook，1951年-），幼子柯鸿冈（Paul Crook），均出生于北京。

## 延伸阅读
- 李正凌等编. 柯鲁克夫妇在中国 : David and Isabel Crook in China. 外语教学与研究出版社, 2010, ISBN 978-7-5600-0963-6. 中英版, 包括伊斯雷尔·爱泼斯坦、沙博理等人文章
- "Reconstructing the Foreign Teacher: The Nativization of David Crook in Beijing," Craig K. JACOBSEN Frontiers of Education in China 7.3 (2012) 443–463